# بوتش كويل
بوتش كويل (بالإنجليزية: William Harold Cowell)‏ هو مدرب كرة سلة أمريكي، ولد في 21 يوليو 1887 في لين في الولايات المتحدة، وتوفي في 28 أغسطس 1940 في دوفر في الولايات المتحدة.